# Јевтимије Новогородски
Архиепископ Јевтимије Новогородски II (рођ. Јован; почетком 80-их година 14. века (?) - 10 (12) марта 1458) - епископ Руске православне цркве, архиепископ новгородски.
Канонизован на Другом Макарјевском сабору 1549. године као светитељ, помен 11 (24) марта.

## Биографија
Рођен у је Новгороду у породици свештеника Михеја и његове жене Ане, који дуго нису имали деце и обећали да ће своје дете посветити Богу.
Са 15 година примио је монашки постриг са именом Јевтимије у Николо-Вјажишком манастиру. Јевтимијеб врлински монашки живот постао је познат новгородском архиепископу Симеону, који га је поставио за свог помоћника. После Симеонове смрти, Јевтимије се преселио у Хутински манастир, а касније је изабран за игумана Богородичког манастира на планини Лисичаја код Новгорода. Крајем 1429. године изабран је за новгородског архиепископа, Јевтимије је именован, али четири године, због одсуства кијевског митрополита у Русији, није хиротонисан.
4. маја 1434. године у Смоленску га је митрополит Герасим посветио за архиепископа новгородског. Јевтимије је за време свог епископовања уложио много труда у изградњу и рестаурацију цркава, посебно после великих пожара 1431. и 1442. године. Њиме је била богато украшен новгородски храм Свете Софије. Евтимије се старао и о преписивању црквених књига.
Године 1456. Јеввтимије је заједно са градоначелником Фјодором Патрикејевичем учествовао у помирењу Новгорода и Пскова са кнезом Иваном Васиљевичем.
Када је Дмитриј Шемјака побегао у Новгород и живео у граду (1452-1453), митрополит Јона је писао Јевтимију: „Подсећамо те, сине мој, да си почео да поступаш сувише једноставно: прихватио си онога који је био изопштен нашим смирењем за злочине, био је достојан свог благослова. А ти, сине мој, покај се за ово пред Богом.” Јевтимије је добио опроштај од Јоне, али је већ био на самрти. Преминуо је 11. марта 1458. године, а митрополитов изасланик са дозволом стигао је 16 дана касније. Писмо је прочитано над свечевим гробом и стављено у његову руку. Јевтимије је сахрањен у манастиру Вјажишчи, његов житије саставио је Пахомије Логотет по упутству архиепископа Јоне из Новгорода. Локално поштовање Јевтимија познато је од краја 15. века (1500. године у манастиру Вјажишчи већ је постојала црква освећена у његову част). За опште црквено поштовање, Јевтимије је канонизован 1549. године под митрополитом Макаријем.